# Dolmen von Sankt Michaelisdonn
Die abgetragenen Dolmen von Sankt Michaelisdonn ohne Sprockhoff-Nr. lagen am sanften Osthang einer Anhöhe in Sankt Michaelisdonn im Kreis Dithmarschen in Schleswig-Holstein. Die beiden Rechteckdolmen wurden 1975 von Gottfried Schäfer wegen der Erweiterung des Flugplatzes untersucht. Sie entstanden zwischen 3500 und 2800 v. Chr. als Megalithanlagen der Trichterbecherkultur (TBK).
Das weitgehend abgetragene Nord-Süd-orientierte Hünenbett war ursprünglich etwa 38,0 m lang und 12,0 m breit. Einige Standspuren der Einfassung wurden erfasst. Die Hügelschüttung auf der alten Oberfläche bestand aus feinsandigem, schwach humosem Material. Erhalten waren zwei 1,2 bis 1,5 m hohe Reste im Abstand von etwa 8,0 m.
Die Nordkammer hatte Innenmaße von 3,0 × 1,6 m. Die Standspuren von den Steinen der Langseiten, einem großen Stein im Westen und zwei kleineren im Osten, waren vorhanden. Reste des Zwischenmauerwerks aus Quarzitplatten und deren Lehmabdichtung waren erhalten.
Die Diele der eingetieften, längsliegenden Kammer lag 0,6 bis 0,8 m unter der Hügelbasis und war mit einer 5 bis 10 cm starken, fast vollständig erhaltenen Schicht aus gebranntem Feuerstein bedeckt. Außerhalb der Kammer lagen die Reste der Ummantelung aus faust- bis kopfgroßen Rollsteinen und einer Sand-Lehmschicht, die mit scharfkantigem Feuersteinschotter durchsetzt war. Funde: eine Feuersteinklinge und zwei verzierte Scherben.
Die Südkammer hatte die Innenmaße 3,0 × 1,2 m. Die Standspuren von drei Tragsteinen je Langseite und einem breiten Stein im Westen sowie eines schmalen Steins im Osten waren vorhanden. Die Diele der eingetieften, querliegenden Kammer lag 0,6 bis 0,8 m unter der Hügelbasis und war mit einer 5 bis 10 cm starken Schicht aus gebranntem Feuerstein bedeckt. In der Schüttung lagen drei querschneidige Pfeilspitzen aus Feuerstein. Im Bereich vor dem Eingang, auf der alten Oberfläche, lag eine große Anzahl mittelneolithischer Scherben.